# Hrusziwka (obwód charkowski)
Hrusziwka (ukr. Грушівка) – wieś na Ukrainie, w obwodzie charkowskim, w rejonie kupiańskim. W 2001 liczyła 1294 mieszkańców, spośród których 1159 posługiwało się językiem ukraińskim, 130 rosyjskim, 3 białoruskim, a 2 innym.